# Кандык саянский
Канды́к саянский (лат. Erythrōnium sajanense) — многолетнее травянистое растение, вид рода Кандык (Erythronium) семейства Лилейные (Liliaceae).

## Ботаническое описание
|                                                       |
|                                                       |
| Сверху: Листья молодого растения. Снизу: Части цветка |

Луковица 3—8 см высотой и до 1 см в диаметре, коническая, у молодых растений почти цилиндрическая; у старых, крупных экземпляров — яйцевидно-коническая.
Листья у середины или ближе к основанию цветоносного стебля в числе двух-трёх; очерёдные, сближенные, короткочерешковые, эллиптические или ланцетно-эллиптические, однотонные зелёные или красновато-буроватые, испещрённые зелёными пятнами, 8—14 см длиной, 2—7 см шириной.
Цветок одиночный, околоцветник крупный, поникающий, из шести листочков, при основании колокольчато-сближенных, выше расходящихся и изгибающихся наружу. Листочки околоцветника фиолетово-розовых оттенков, при основании с линиями зигзаговидными и тонкими, коричневыми, ближе к основанию — желтовато-кремовые; 3,5—5 см длиной, 8—14 мм шириной. Внутренние листочки околоцветника при основании с поперечной складочкой, ниже которой расположены небольшие ямки и двумя небольшими (около 1 мм), перпендикулярно отходящими, тупыми лопастями. Тычинок шесть, в 2—2,5 раза более коротких, чем околоцветник, с линейно-продолговатыми пыльниками. Тычиночные нити плоские, узко-клиновидные. Пестик примерно равен по длине тычинкам. Столбик нитевидный, наверху утолщающийся, с почти цельным рыльцем. Цветение в конце апреля — начале мая.
Плод — почти шаровидная, более или менее трёхгранная коробочка 15—20 мм длиной и около 8—12 мм шириной, с немногими семенами.
Необычной особенностью, отличающей саянский кандык от похожего на него сибирского, является почти полное отсутствие устьиц на верхней стороне листьев. Очевидно, это связано с чрезмерной влажностью условий, где встречается вид.

## Историческая справка
Кандык саянский, будучи распространённым в правобережной части (р. Енисей) Западного Саяна, был известен человеку давно, но до последнего времени его путали с похожим видом — кандыком сибирским. Отличия растений хорошо заметны на живых объектах, и проблема была в том, что мало исследователей-ботаников видели живьём оба вида. В гербарии же растения не явственно сохраняют свои внешние характерные особенности, и все растения из Сибири априори считались «кандыком сибирским».
Только использование найденных в результате специальных исследований диагностических признаков позволило различать не только живые, но и засушенные растения. Сведения о том, что кандык сибирский весьма неоднороден в алтайской части своего ареала, были известны давно, но только Янис Рукшанс описал две особые расы (подвида), которым позднее был придан статус вида. Своеобразие кандыка было выявлено после того, как один из авторов вида увидел массовое цветение растений в Западном Саяне (кандык саянский) и Кузнецком Алатау (кандык сибирский). После этого были найдены диагностические признаки не только морфологические, но и в анатомии растений.

## География
Имеет локальное распространение в Западном Саяне в пределах юга Красноярского края, Хакасии и Тувы. Замещает кандык сибирский восточнее р. Енисей. Единично (в Хакасии) проникает на левобережье Енисея (в районе Майнской ГЭС) по р. Уй. Распространён на хребтах Кулумыс, Араданский, Борус, Ойский, Ергаки. Наиболее восточная точка, где отмечен этот вид — долина р. Амыл у Тюхтетского болота в Каратузском районе.

## Таксономическая структура
Для кандыка саянского также как и для сибирского характерна значительная изменчивость. Отмечены не только растения с цветками разных оттенков, но и форм: саранковидной, «кудрявой», классической и др., с листьями однотонными красными, либо зелеными и пятнистыми; цветом и формой лепестков, пестика; также отмечены карликовые (до 7 см высотой) и гигантские формы.

## Экология
Кандык саянский встречается в высокогорной и лесной зонах гор Западного Саяна. Характерные местообитания: черневые осинники, лиственные леса (осинники, березняки), лесные поляны, разреженные лиственничники, в темнохвойных лесах (как правило, разреженных), в редколесьях у верхней границы; очень обилен также на высокогорных лугах, проникает до границы снежников и тундр. Вид большей частью приурочен к избыточно влажным районам Западного Саяна. В низкогорных поймах рек выдерживает в марте-апреле ранневесеннее (равнинное половодье) затопление талыми водами, после которых начинает развиваться. До позднего майско-июньского горного половодья (и затопления) успевает отцвести и дать зрелые семена.
Кандык саянский является эндемичным реликтовым видом третичного возраста. Весенний эфемероид, избегающий густого хвойного леса. Часто совместно с кандыком встречаются и другие эфемероиды: хохлатка прицветниковая (Corydalis bracteata), Corydalis subjenisseensis, а также неморальные реликтовые виды: Brunnera sibirica, ветреница байкальская (Anemone baicalensis); из других видов, часто совместно произрастающих с кандыком саянским отмечены Euphorbia lutescens, купальница азиатская (Trollius asiaticus), лютик однолистный (Ranunculus monophyllus), Geranium krylovii, Chrysosplenium sibiricum, Athyrium monomachii, страусник обыкновенный (Matteuccia struthiopteris).
Кандык саянский — одно из наиболее рано цветущих растений (наряду с хохлатками и ветреницей алтайской). Зацветает сразу после стаивания снега, а в поймах рек — после раннего половодья. В равнинных районах этот период начинается с середины апреля и продолжается до середины мая (в зависимости от региона и времени таяния снега). В горах зацветает позже. Во время цветения кандыка погода неустойчива и обычны похолодания, снегопады, которые растения переносит без видимого вреда. На ночь и во время заморозков кандык саянский пригибается к почве, закрывает цветки, а при наступлении тёплой солнечной погоды растение оживает. В случае дружной тёплой весны кандык быстро отцветает. И наоборот, если весна холодная развитие растений затягивается.
Это энтомофильное растение. Активно посещается пчёлами и шмелями. При самоопылении стерилен. По отцветании в течение месяца образуются зрелые коробочки, со сравнительно крупными, снабжёнными придатком семенами. После рассеивания семян надземные части растений быстро, в течение одной-двух недель, отмирают. В низкогорной полосе это случается к середине — концу июня, а в случае подтопления поздним половодьем в низкогорных поймах рек — в начале июня.
| |  |
| Слева: Долина р. Ус, ограниченная скалами — основные места обитания кандыка саянского в парке «Ергаки». Справа: Аспект кандыка саянского на пойменном лугу в парке «Ергаки». |  |

В культуре и, очевидно, в природных условиях ранней весной активно поедается мышевидными грызунами (полевками). Молодые, появляющиеся ещё под снегом, ростки, а иногда и луковицы поедаются животными.

## Охранный статус
Охраняется в природных комплексах парков «Ергаки» и «Шушенский бор». В Красной книге Красноярского края, подготовленной до описания нового таксона, кандыки сибирский и саянский не разделяются.

## Значение и использование

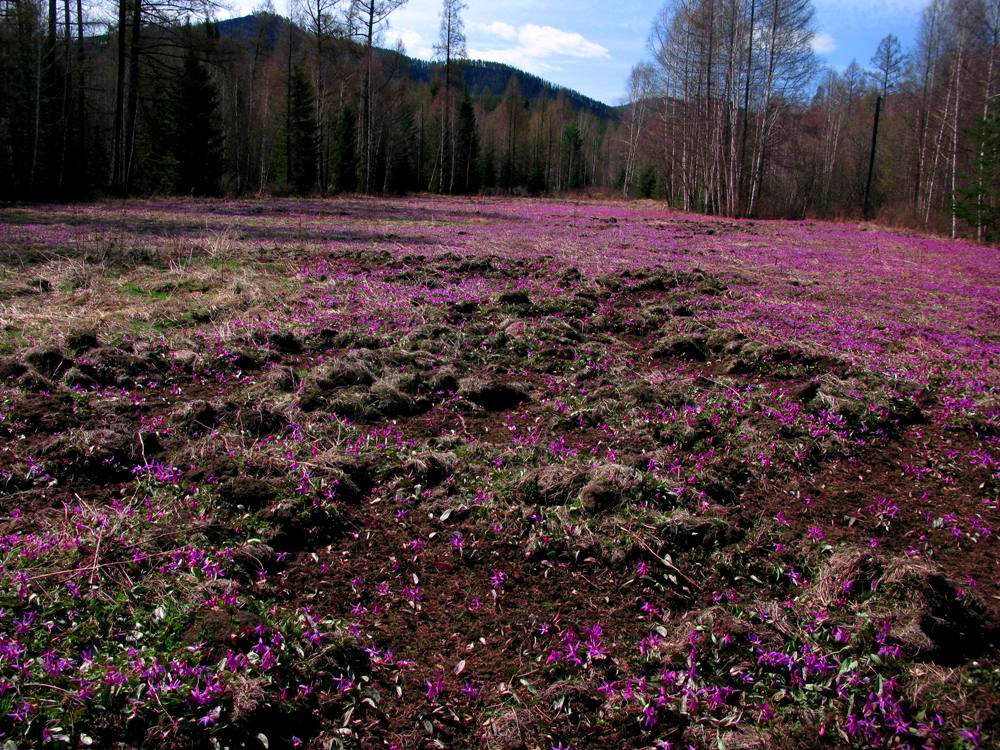
Поляна, разрытая кабанами, добывавшими кандык саянский. Парк «Ергаки», долина р. Ус

Ценное декоративное растение, один из наиболее ярких и декоративных видов рода, соперничающий с кандыком сибирским. Введён в культуру. Особую ценность представляет раннее цветение кандыка, его способность разрастаться вегетативно, образуя локальные куртины и крупные яркие цветки. Среди первоцветов почти нет аналогов по окраске и фактуре цветков. Весьма холодостоек.
Является ранним медоносом и охотно посещается шмелями.
Луковицы съедобны, раньше массово заготавливались местным населением некоторых регионов Западного Саяна. В определённый период вегетации луковицы имеют сладкий вкус, а в остальное время — без выраженного вкуса.
Луковицы поедаются также дикими животными, особенно любимы кабанами. При этом кабаны не создают угрозы существования растению и даже способствуют его выживанию: при добывании луковиц кандыка кабан переворачивает крупную луговую дернину с кандыком и травой и выедает крупные луковицы, не трогая мелких. В перевёрнутой дернине все конкурирующие с кандыком травы гибнут и молодые растения кандыка более активно развиваются и достигают высокой численности.

## Кандык саянский в литературе, сми, в рисунках и фотографиях

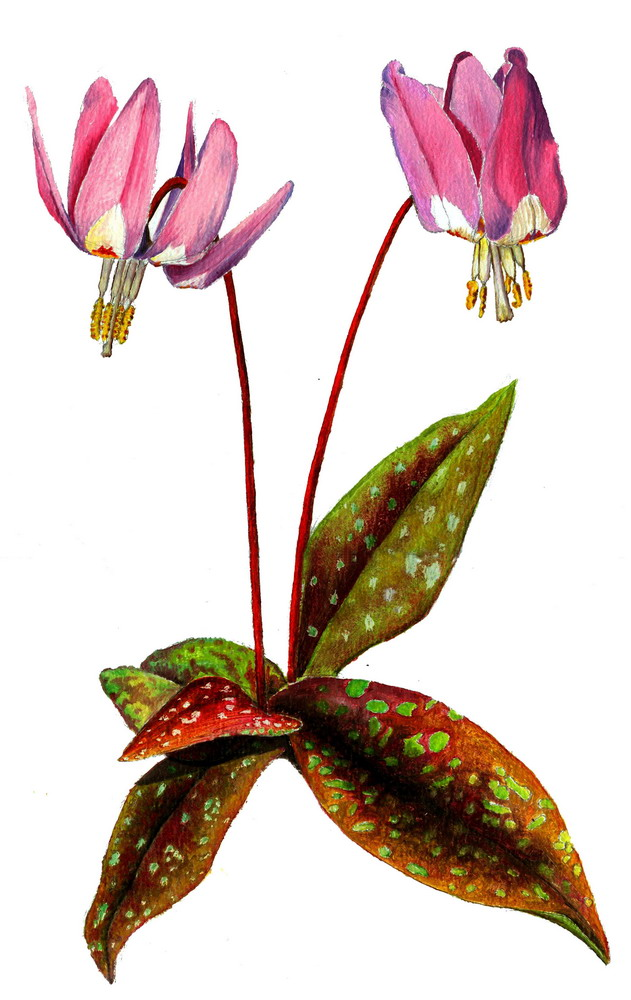
Рисунок маслом В. С. Степанова и Н. В. Степанова для Красной книги Красноярского края, 2012

Сибирским видам рода Кандык посвящено немало статей, рассказов, передач и пр., но часто невозможно сказать, какому конкретному виду посвящено то или иное произведение. Лишь по административной принадлежности авторов можно с некоторой долей уверенности сказать, какое растение может иметься в виду. Будучи приуроченным к Красноярскому краю, Туве и Хакасии, кандык саянский, вероятно, вдохновляет писателей, художников, фотографов, работающих в этих регионах.
В красноярском журнале «День и ночь» писательница Елена Янге приводит легенду о духе по имени Кандык — помощнике чудовища из «нижнего мира» Харги. Попадая в наш мир, Кандык пожирает всё на своём пути, пока дух Энекен-Буга не посылает своих духов на борьбу с Кандыком. Духи бросают в Кандыка свои ножи, и если Кандык проглотит нож, он тут же погружается в землю. Можно было бы сказать, что легенда не имеет к растению никакого отношения, если бы ни некоторые общие особенности Кандыка-духа и кандыка-растения. Растение, подобно духу, внезапно появляется как бы ниоткуда и так же внезапно исчезает; растение способно так же «пожирать» территории и покрывать их сплошным ковром. Возможно, что характерные особенности кандыка были облечены эпосом в поэтическую форму.
Кандык саянский упоминается и в книге «Истории о растениях Ергаков», хотя называется он тут «сибирским» (книга вышла раньше описания вида): «Выглядит кандык… так необычно, что кажется, будто он из сказки. Словно тропическую орхидею волей таинственного случая занесло на суровый север, да не когда-нибудь, а почти зимой!».
Немало упоминаний о кандыке и в СМИ. Часто это связано с весенней торговлей растением на улицах городов и сёл. Так, «Новости ТВК» (Красноярск) 3 мая 2012 года дали информацию о кандыке под заголовком «На уличных рынках в продаже появились цветы, которые отмечены специалистами как исчезающие виды».
Сведения о растении используются и в экологическом образовании. Учителями региона разработаны тематические занятия «Редкие и необычные. Растения Красной книги Красноярского края» для школьников. В национальном парке «Шушенский бор» проводится изучение кандыка саянского с привлечением детей.